# Kanton La Celle-Saint-Cloud
Kanton La Celle-Saint-Cloud is een voormalig kanton van het Franse departement Yvelines. Het kanton maakte deel uit van het arrondissement Arrondissement Saint-Germain-en-Laye. Het werd opgeheven bij decreet van 21 februari 2014 met uitwerking op 22 maart 2015.

## Gemeenten
Het kanton La Celle-Saint-Cloud omvatte de volgende gemeenten:
- Bougival
- La Celle-Saint-Cloud (hoofdplaats)